# Underhus
Et underhus er en betegnelse for det andet kammer i et tokammersystem, hvor det første kammer kaldes overhuset.
Valgretten til underhuset er typisk bredere end for overhuset, og underhuset afspejler således i højere grad den brede befolknings holdninger. Underhuse og tokammersystemer findes bl.a. i lande som Japan, Storbritannien, Tyskland og USA og har ofte større magt end overhuset. Det er således underhuset, der via et mistillidsvotum har mulighed for at afsætte regeringen,[kilde mangler] ligesom det er underhuset, der fremsætter og vedtager lovforslagene.[kilde mangler]